# Jules Simon
Pour les articles homonymes, voir Simon.
Jules-François-Simon Suisse dit Jules Simon est un philosophe et homme d'État français, né le 27 décembre 1814 à Lorient (Morbihan) et mort le 8 juin 1896 dans le 8e arrondissement de Paris. Acclamé de son vivant par plusieurs milieux intellectuels, il fut, selon Marc Angenot, un véritable « maître à penser » pour les « masses bourgeoises et petites-bourgeoises » de la fin du XIXe siècle.

## Biographie

### Jeunesse et formation
Jules-François-Simon Suisse est le fils d'Alexandre-Simon Suisse, marchand de drap originaire de Loudrefing en Lorraine (1768-1843), d'abord établi à Lorient, puis à Saint-Jean-Brévelay (1818) et enfin à Uzel. Protestant, il a abjuré sa religion pour épouser en secondes noces une Bretonne catholique, Marguerite Vincente Fontaine (1775-1845), qui est la mère de Jules Simon.
Après de bonnes études aux collèges de Lorient et de Vannes (aujourd'hui collège Jules-Simon), il devient répétiteur au lycée de Rennes. Il commence, de bonne heure, à collaborer à la Revue de Bretagne. Il entre à l'École normale supérieure en 1833 et devient professeur de philosophie à Caen (1836) puis à Versailles (1837). Agrégé puis docteur en philosophie, il supplée Victor Cousin dans sa chaire à la Sorbonne, où il donne un cours très suivi sur les philosophes grecs, notamment Platon et Aristote.

### Débuts républicains
Jules Simon collabore à la Revue des Deux Mondes et fonde, avec son ami Amédée Jacques, la Liberté de penser (1847). Ayant songé à la politique et, malgré une campagne électorale des plus actives, il échoue aux élections législatives à Lannion en 1847 contre la coalition des partis d'extrême droite et d'extrême gauche. Il prend sa revanche le 23 avril 1848. Le département des Côtes-du-Nord l'envoie à la Constituante où il siège parmi les modérés.
Député républicain à l'Assemblée constituante de 1848, il publie des études sur la question universitaire et la liberté de l’enseignement.

### Opposant au Second Empire

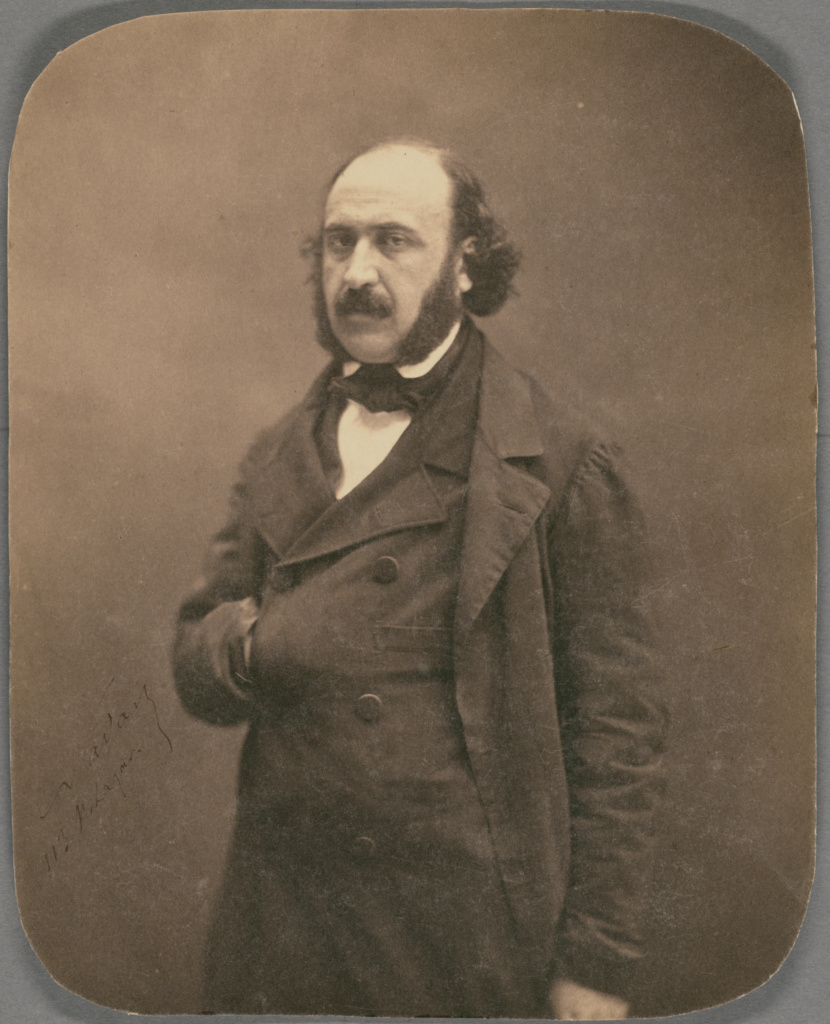
Jules Simon photographié par Nadar, vers 1855-1859.

Le 7 décembre 1851, quelques jours seulement après le coup d'État du 2 décembre instaurant le Second Empire, Jules Simon se rend à son cours de la Sorbonne et prononce l'allocution suivante, devenue célèbre : 
« Messieurs, je vous fais ici un cours de morale. Je vous dois aujourd'hui non une leçon, mais un exemple. La France est convoquée demain dans ses comices pour blâmer ou approuver les événements qui viennent de se passer. N'y eût-il qu'un vote de blâme, je viens vous dire publiquement que ce sera le mien. »
Il est révoqué le lendemain et privé, par suite, de sa conférence de l'École normale supérieure. Il se retire d'abord à Nantes où il emploie ses loisirs à des recherches historiques. Pour marquer son opposition à l'Empire, il publie Le Devoir (1854) dont le retentissement est énorme. Bientôt suivent La Religion naturelle (1856), La Liberté de conscience (1857), La Liberté (1859), et une série de conférences sur des questions de philosophie, de droit puis enfin d’économie politique. Son ouvrage La Liberté politique sera lu et traduit par les démocrates japonais des années 1880, notamment Chōmin Nakae.
Il est un des premiers libéraux à s’intéresser à la question ouvrière, dont il dénonce les abus dans une série de livres très populaires en leur temps.
Élu, le 1er juin 1863, député du département de la Seine, Jules Simon rejoint au Parlement le groupe de l’opposition libérale, alors dirigée par Jules Favre. Ses convictions libre-échangistes le font choisir par les habitants de Bordeaux pour les représenter à la députation : le 24 mai 1869, Jules Simon est élu député de la Gironde.

### Membre du gouvernement de la Défense nationale
Pendant la guerre de 1870, il devient ministre de l'instruction publique, des cultes et des beaux-arts du gouvernement provisoire au lendemain du 4 septembre 1870. « Il n'y a pas d'école neutre », disait-il, « parce qu'il n'y a pas d'instituteur qui n'ait une opinion religieuse ou philosophique ».

### Responsabilités parlementaires et ministérielles sous laIIIeRépublique

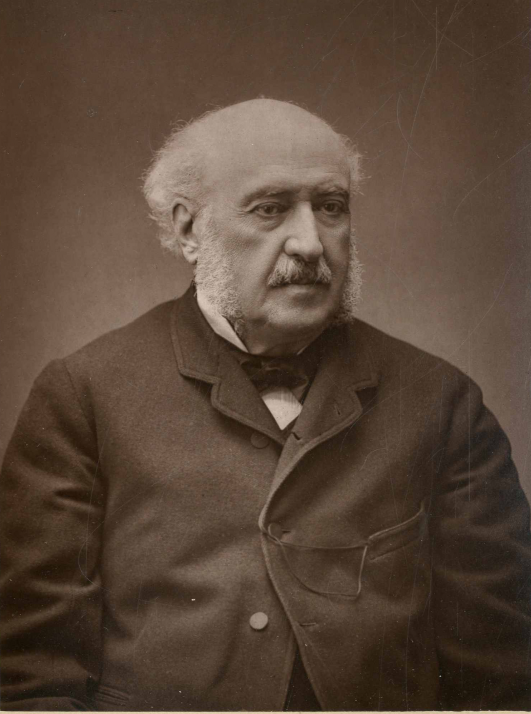
Jules Simon photographié par Charles Gallot.

Jules Simon, sachant être autoritaire sous des formes douces et aimables, remet de l'ordre dans l'Université et oblige à démissionner Francisque Bouillier et Octave Feuillet. Il dépose le projet d'enseignement primaire obligatoire. Il est l'un des artisans de la généralisation des écoles normales primaires en France, dont l'école normale d'instituteurs de Paris. Brusquement, il se retire le 17 avril 1873 à la suite d'un discours officiel où il attribue à Thiers tout seul l'œuvre de la libération du territoire, discours qui soulève à l'Assemblée nationale d'assez vives polémiques.
Il est élu sénateur inamovible le 16 décembre 1875 et, le même jour, membre de l’Académie française.
Le 13 décembre 1876, il prend la présidence du conseil et le portefeuille de l’Intérieur. Dans le discours annonçant son programme ministériel, qu’il prononce pour obtenir l’investiture de l'Assemblée, une phrase est devenue historique, celle où il se déclare « profondément républicain et résolument conservateur ». Âgé de 21 ans, Paul Deschanel, futur président de la République, est son secrétaire particulier.

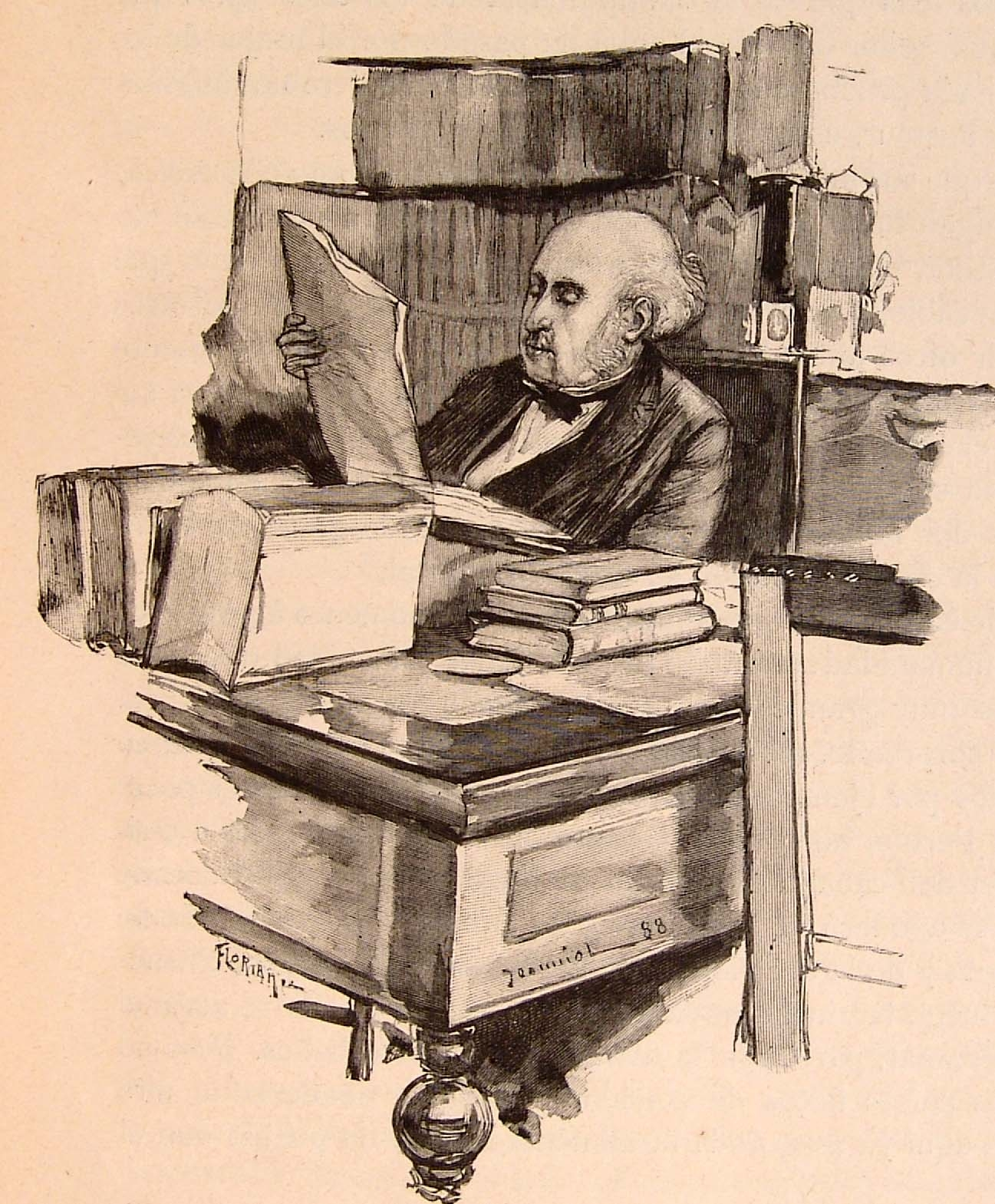
Jules Simon (v. 1889)

Dans la période d’instabilité que le pays traverse alors, Jules Simon représente une politique de conciliation entre la droite et l’extrême gauche, très agitées par la question religieuse. Il crée par une circulaire de 1877 le livret de famille. Simon ne peut maintenir longtemps la balance égale entre les partis et son ministère prend fin à la suite de la crise du 16 mai 1877.
Jules Simon, au Sénat, continue à s'occuper surtout des questions d’enseignement et combat les décrets sur les congrégations. Lors de sa dernière mission officielle, il représente la France à la conférence internationale de Berlin sur le Travail du 15 mars 1890. Il a à cette époque comme secrétaire Paul Redonnel.
De 1889 à 1896, Jules Simon devient le premier président de l’Association Valentin Haüy, créée en 1889 par Maurice de La Sizeranne pour venir en aide aux aveugles. Il est le premier président de l'Union française pour le sauvetage de l'enfance créée en 1887 (UFSE) et le président d'honneur de la Ligue nationale contre l'athéisme. Il est également président de la société savante : la Pomme.
Jules Simon s'est marié à Louise, Marie, Émilie Boissonnet. Il est le père de l’écrivain et journaliste Gustave Simon et du dramaturge Charles Simon.
Les papiers personnels de Jules Simon sont conservés aux Archives nationales, site de Pierrefitte-sur-Seine, sous la cote 87AP : Inventaire du fonds.
Jules Simon a été inhumé le 13 juin 1896 au cimetière de Montmartre 21e division.

## Distinctions et hommages
- Membre de l'Académie des sciences morales et politiques ;
- Membre de l'Académie française, élu au fauteuil no 8 en 1875 ;
- Un médaillon en bronze à patine dorée Jules Simon, dont des exemplaires sont conservés par le Musée des Beaux-Arts de Bordeaux et le Metropolitan Museum of Art de New York, a été créé par le sculpteur Jules Chaplain en 1889 [11] ;
- Le collège Jules-Simon de Vannes porte son nom. Un médaillon sculpté par Joseph Vallet orne la grille de l'établissement ;
- La statue de Denys Puech fut installée en 1903, place de la Madeleine, Paris, puis déplacée en 1933 place du Guatemala, Paris[12].
- Une rue de Nantes porte son nom.
- Une rue de Rennes[13] porte son nom.
- Une rue de Tours porte son nom.
- Une rue de Saint-Brieuc porte son nom.
- Une rue de Cassis porte son nom.
- Une rue de Bordeaux porte son nom.
- Une rue de Belle-ile porte son nom.

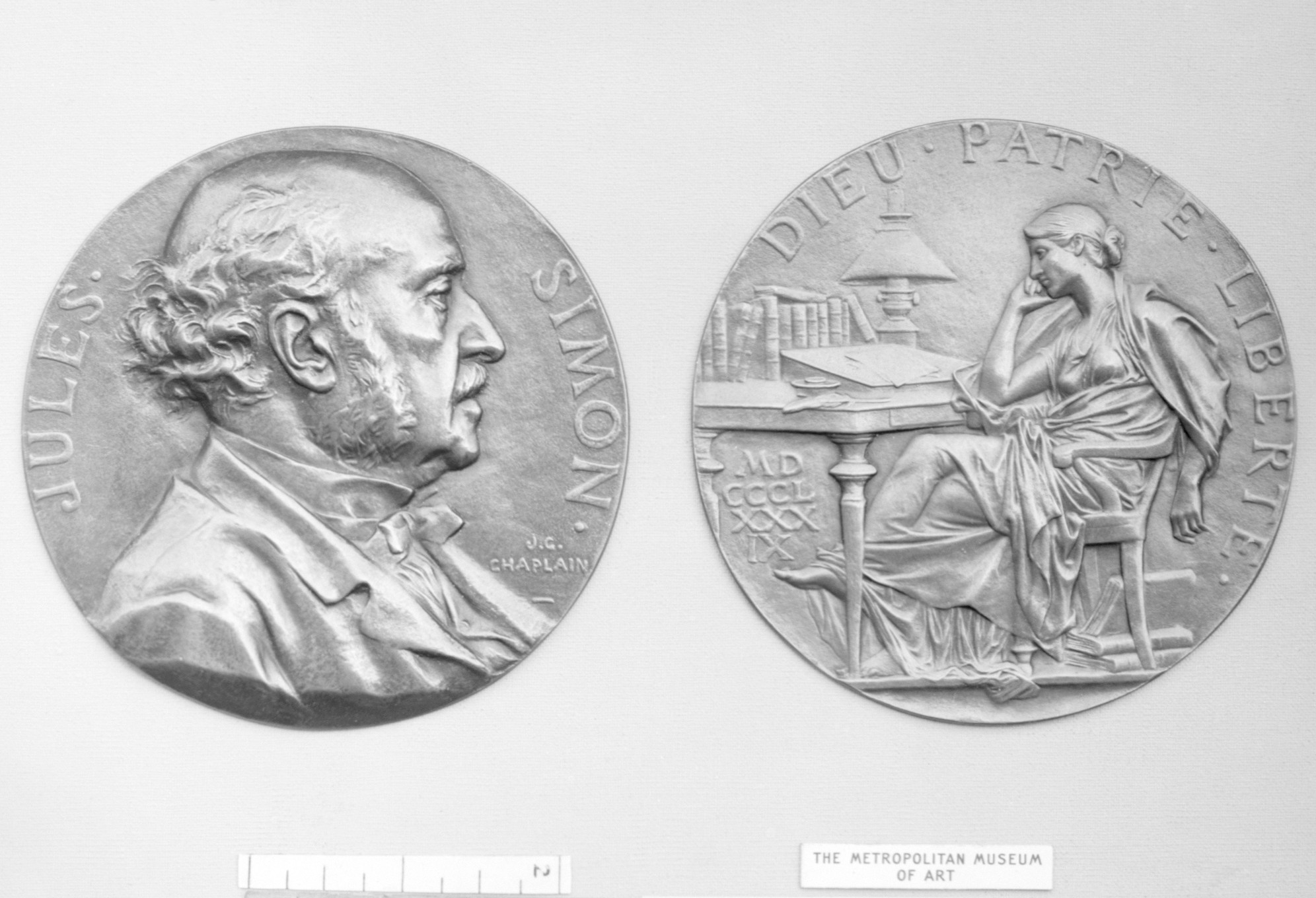
Jules Simon, médaillon de Jules Chaplain.
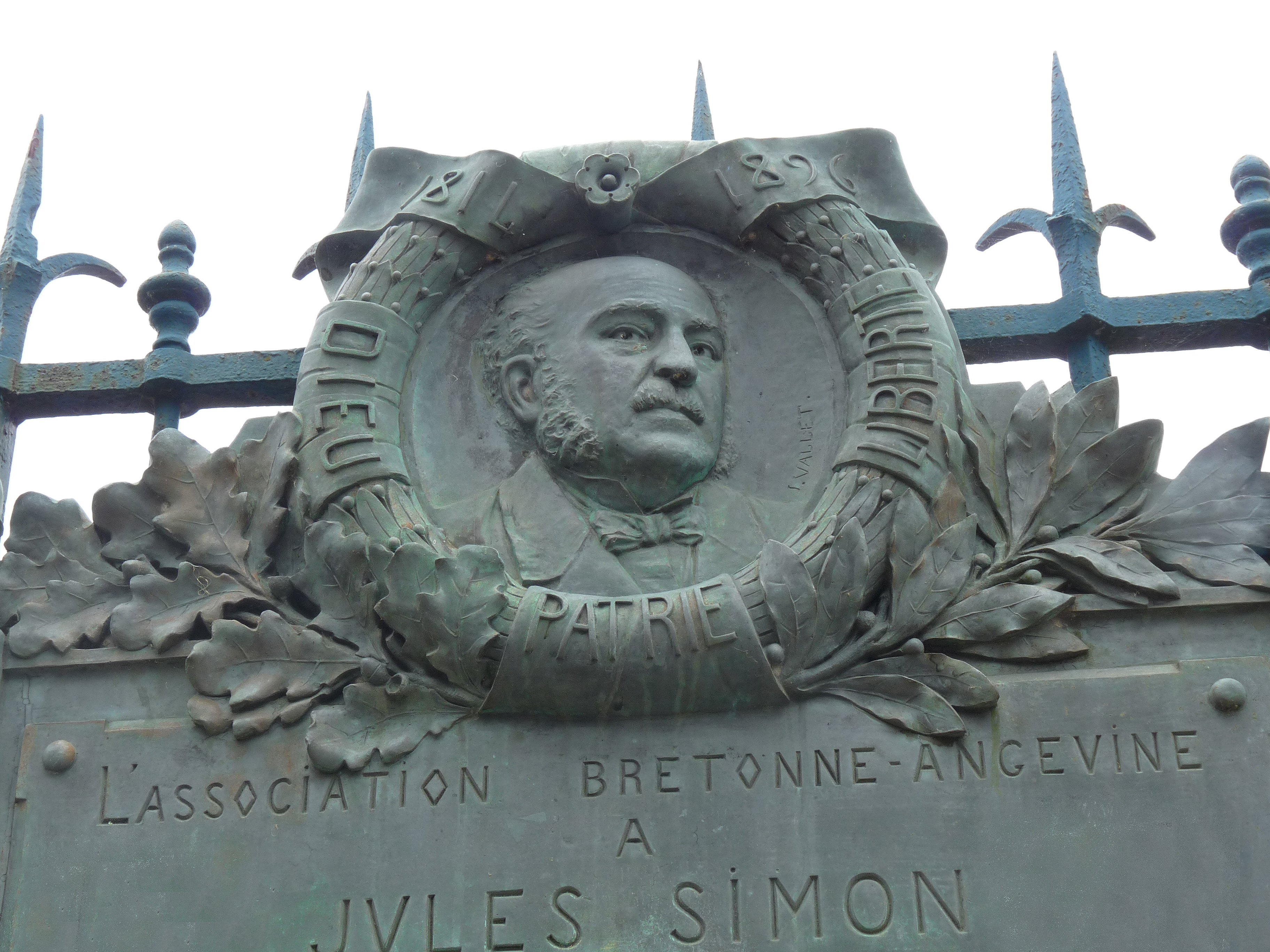
Médaillon par Joseph Vallet.
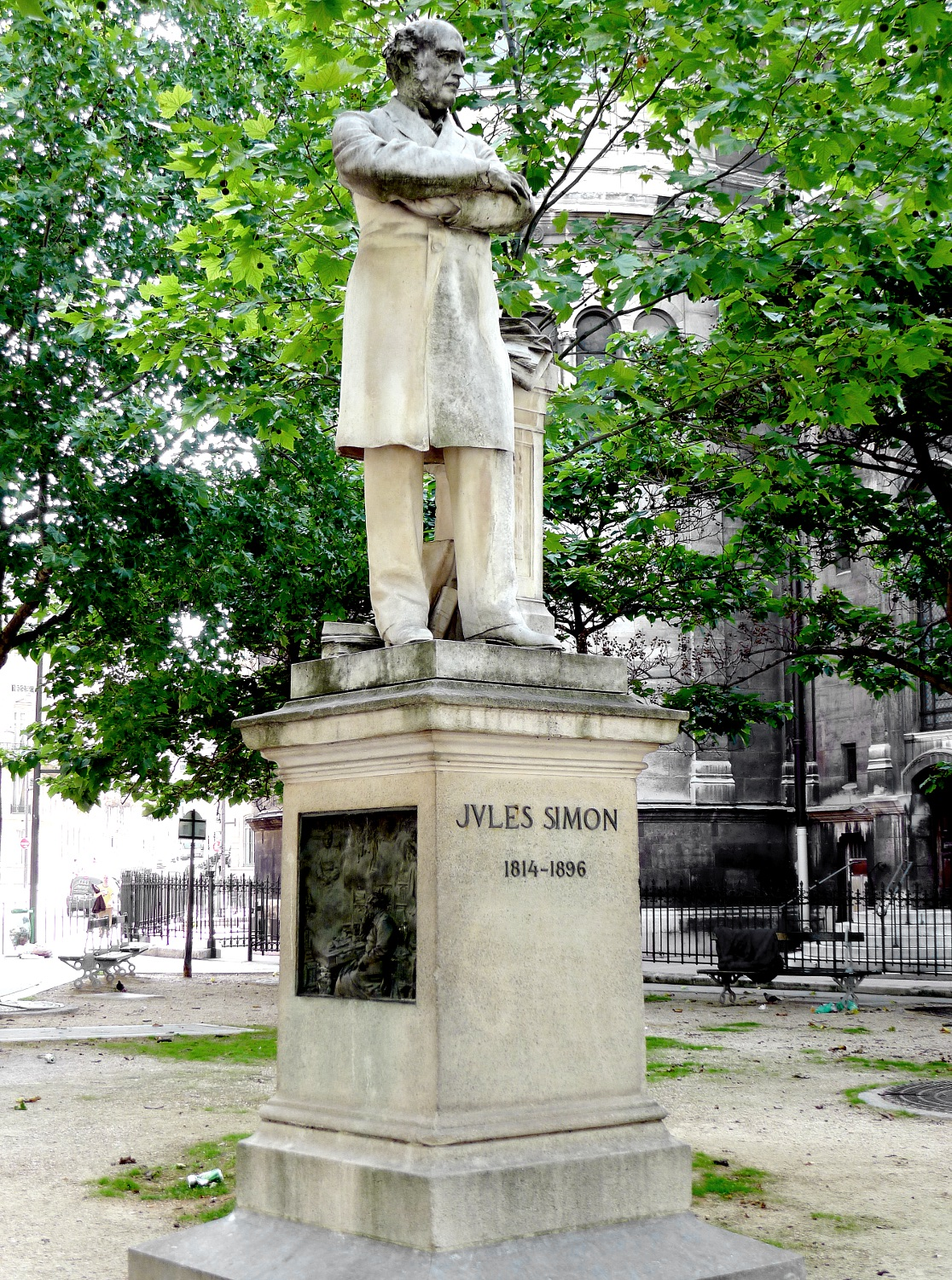
Statue de Jules Simon par Denys Puech, place du Guatemala, Paris.
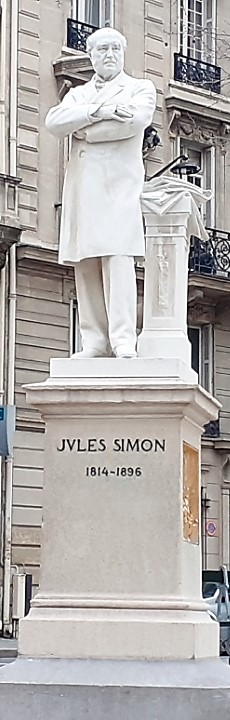
Statue restaurée.
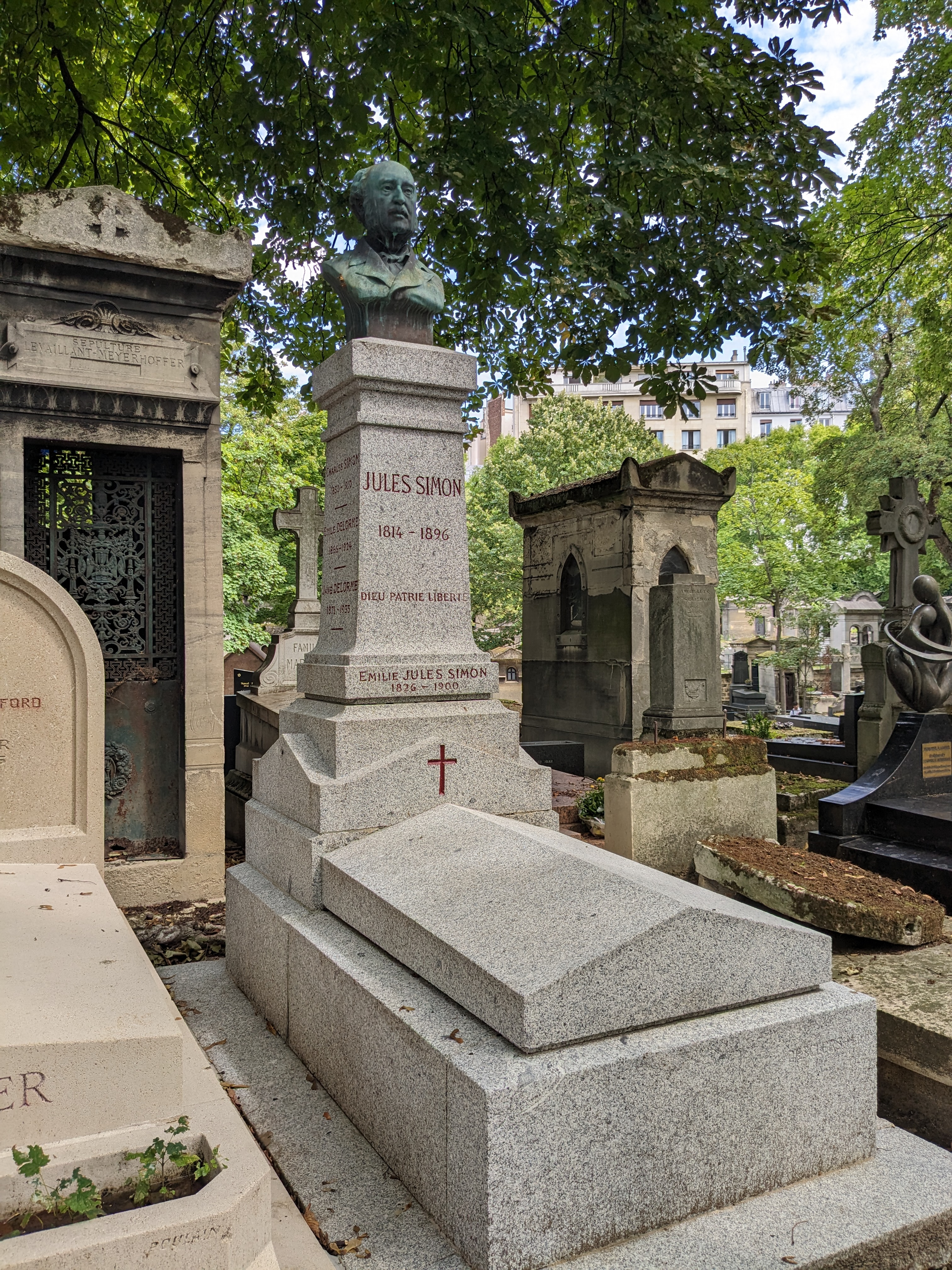
Tombe de Jules Simon et de sa famille au cimetière de Montmartre division 21
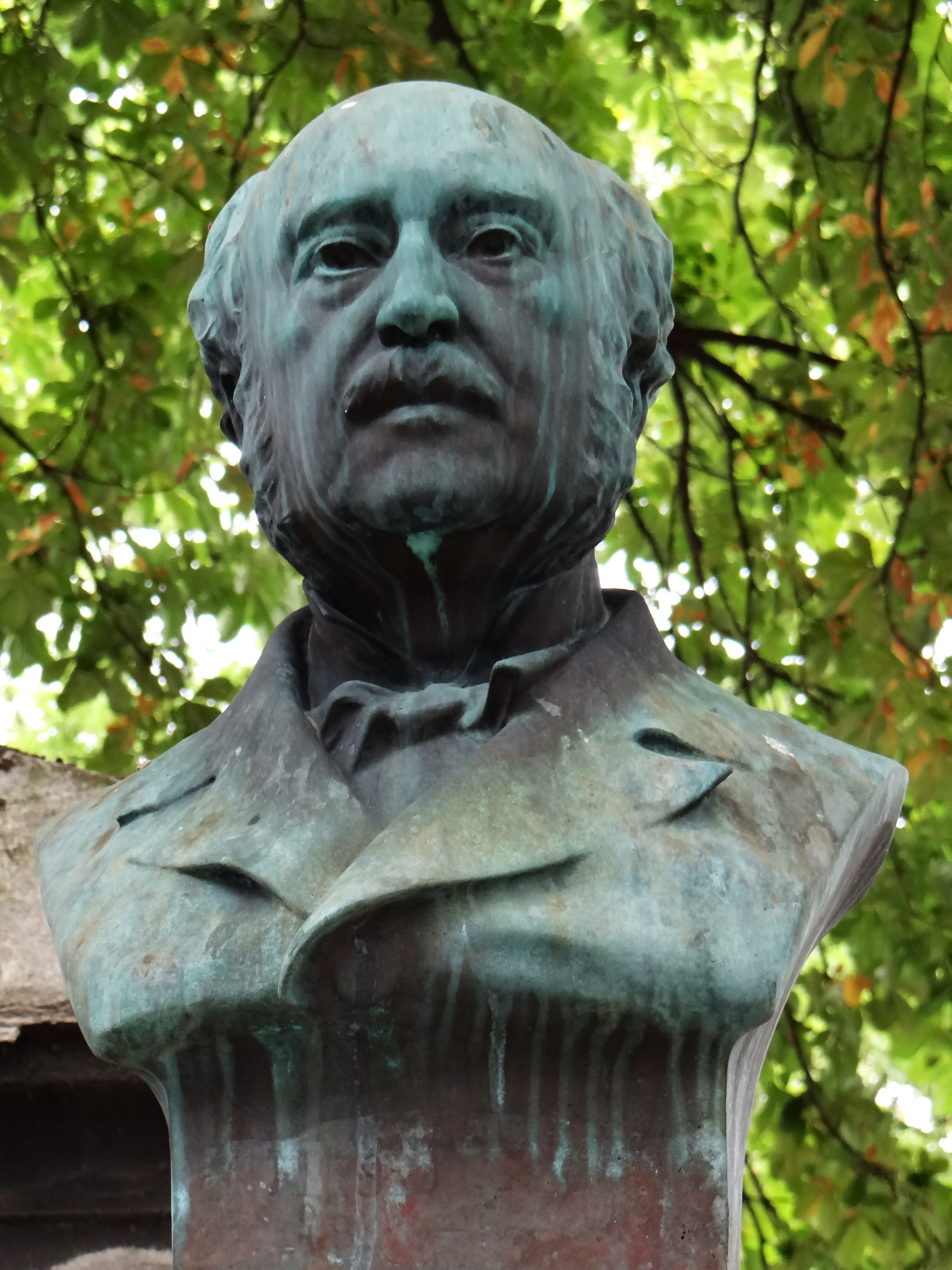
Cimetière de Montmartre - Tombe de Jules Simon - Buste.
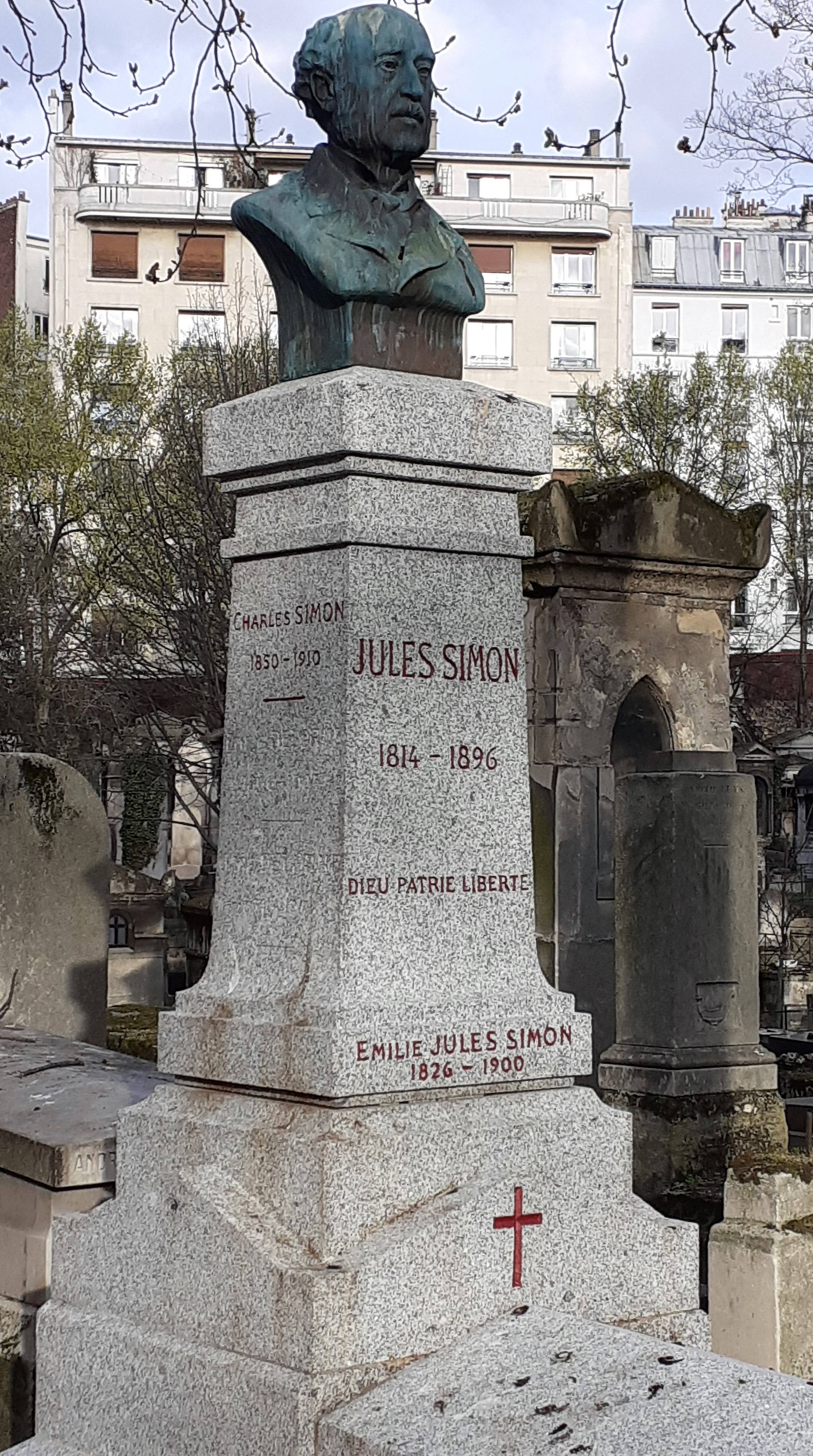
Stèle vue de gauche.
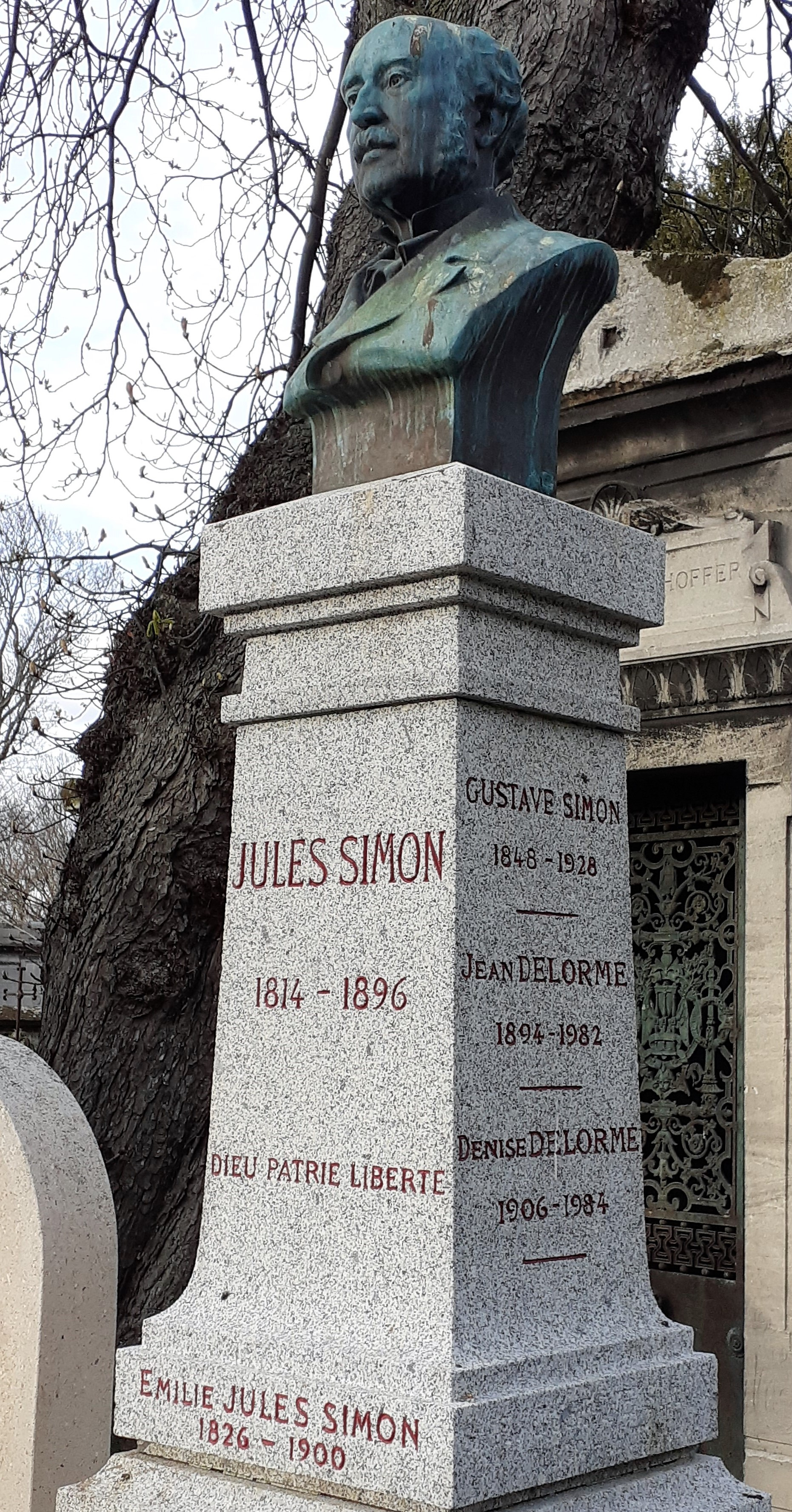
Stèle vue de droite.

## Décorations
- Chevalier de la Légion d'honneur (1845)[5].

## Œuvres

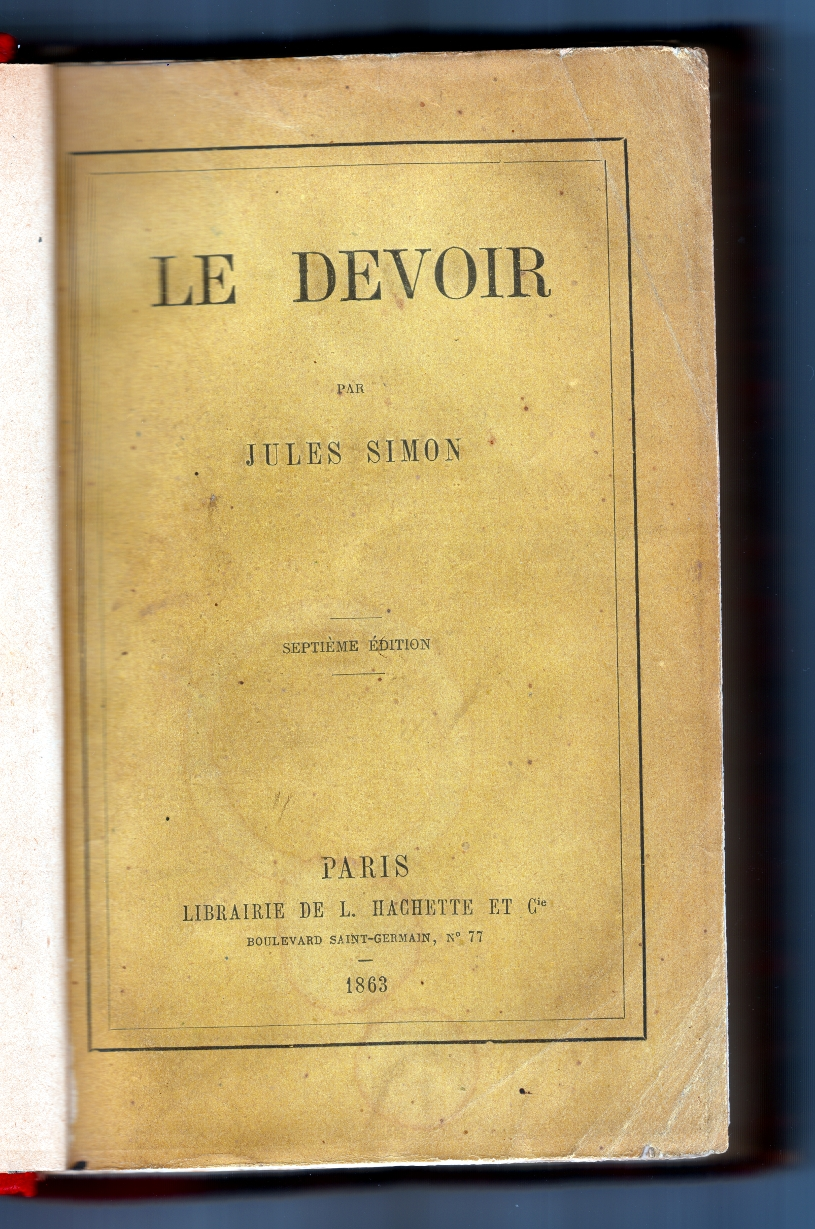
Première de couverture de Le Devoir.

- Étude sur la théodicée de Platon et d'Aristote (1840)
- Histoire critique de l'école d'Alexandrie (1844-1845)
  - tome deuxième En ligne sur archive.org
- La Mort de Socrate (1853)
- Le Devoir (1854)
- La Religion naturelle (1856)
- La Liberté de conscience (1857) ; Cinquième édition (1872) sur Wikisource
- La Liberté (1859)
- L'Ouvrière (1861) En ligne sur archive.org
- L'École (1864)
- Le Travail (1866)
- L'Ouvrier de huit ans (1867)
- La Politique radicale (1868)
- La Peine de mort (Bordeaux, 1869) édité par les éditions Marpon et Flammarion, 1870 (Quatrième édition), 186 pages dédicacé à V H
- La Famille (Paris, 1869)
- Le Libre Échange (1870)
- La Liberté politique (1871)
- Le Gouvernement de Thiers (1871, 2 vol. in-8)
- La Réforme de l'enseignement secondaire (1874) En ligne sur le site de la Bibliothèque Numérique de l'Université d'Artois.
- Souvenirs du 4 septembre (1874)
- Dieu, Patrie, Liberté (1883)
- Une académie sous le Directoire (1884)
- Thiers, Guizot, Rémusat (1885)
- Nos hommes d'État (1887)
- Victor Cousin (1887). En ligne sur archive.org
- Souviens-toi du 2 décembre (1889)
- Mémoires des autres (1890)
- La Femme au XXe siècle (1891)
- Nouveaux Mémoires des autres (1891)
- Notice historique sur la vie et les travaux de M. Fustel de Coulanges, Paris, Imprimerie Firmin Didot, 1891, 116 p., in-4°. — Précédé du discours de Léon Aucoc prononcé à l’Académie des sciences morales et politiques, lors de la séance publique annuelle du 28 novembre 1891.
- L'Affaire Nayl
- Premières années, publié par Gustave et Charles Simon, Paris, Éditions Flammarion, 1901 ; En ligne sur archive.org

## Voir aussi

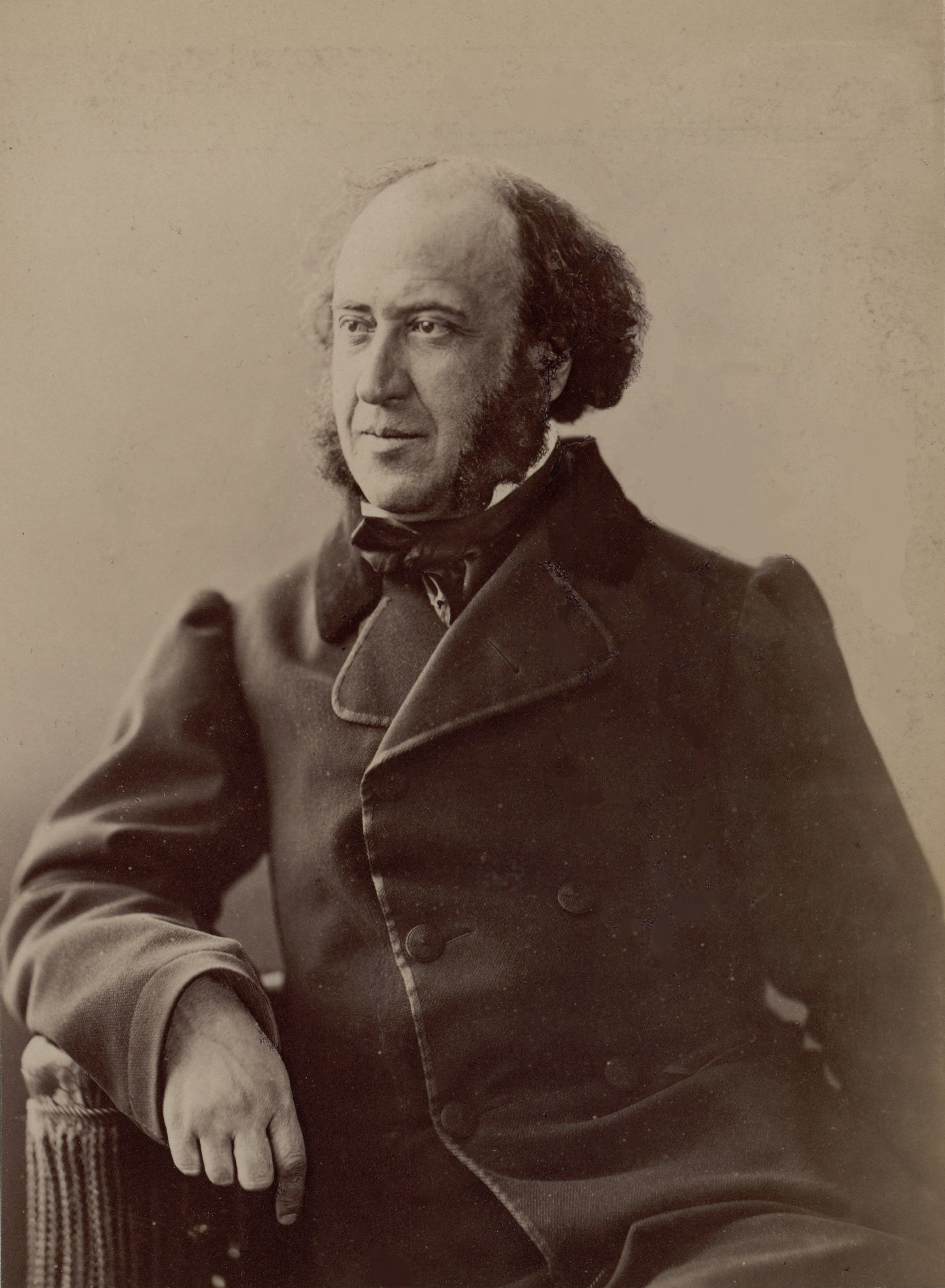
Jules Simon photographié par Nadar.

### Iconographie
- Dornac, Portrait du philosophe et homme d'État Jules François Simon Suisse dit Jules Simon (1814-1896), entre 1885 et 1895 (photographies), Paris, musée Carnavalet (présentation en ligne)
- Atelier Nadar, Jules Simon, homme d'Etat : [photographie, tirage de démonstration], 1900 Consulter sur Gallica.f, [ici] et [ici].

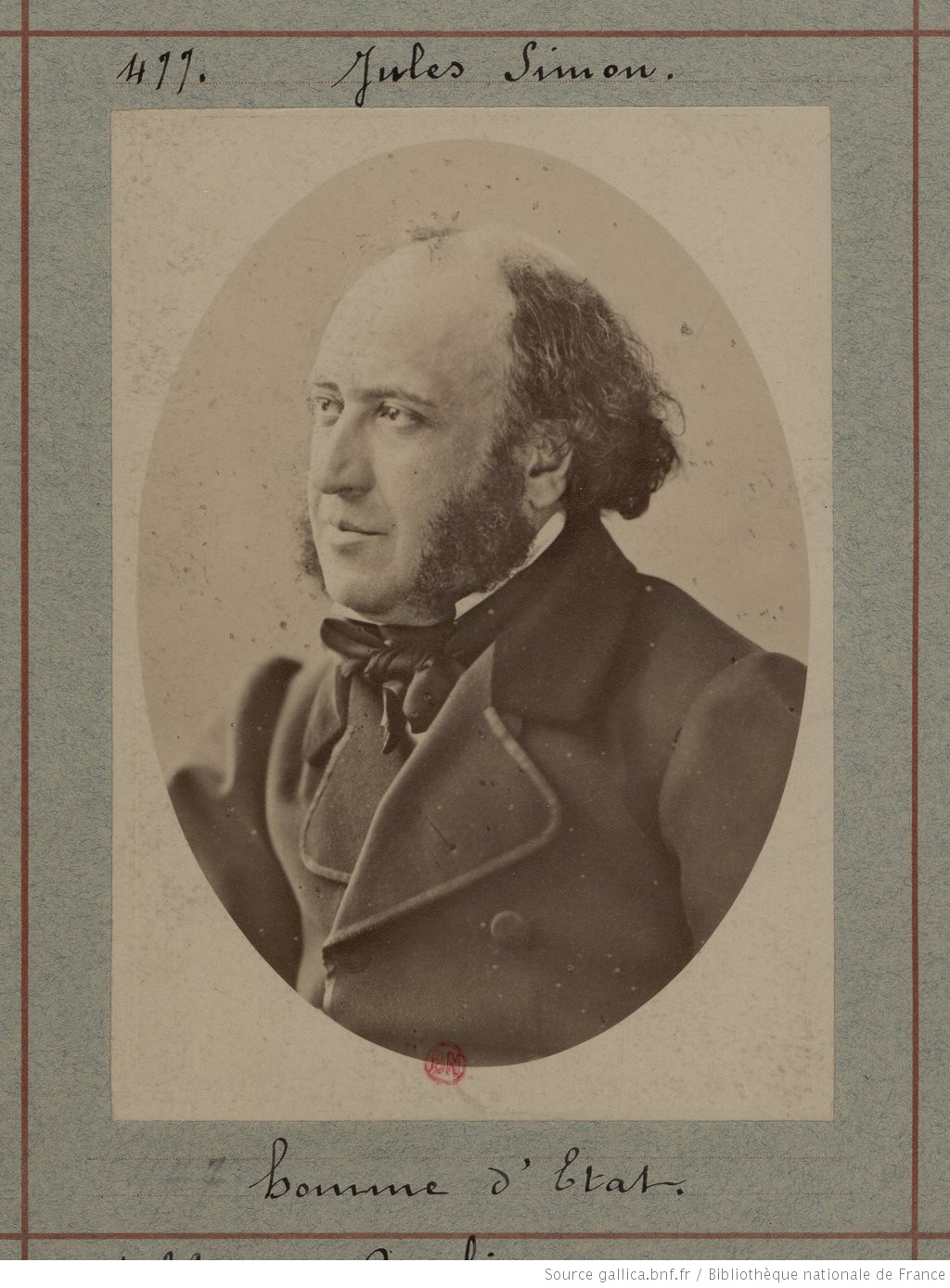
Jules Simon - homme d'État - Atelier Nadar
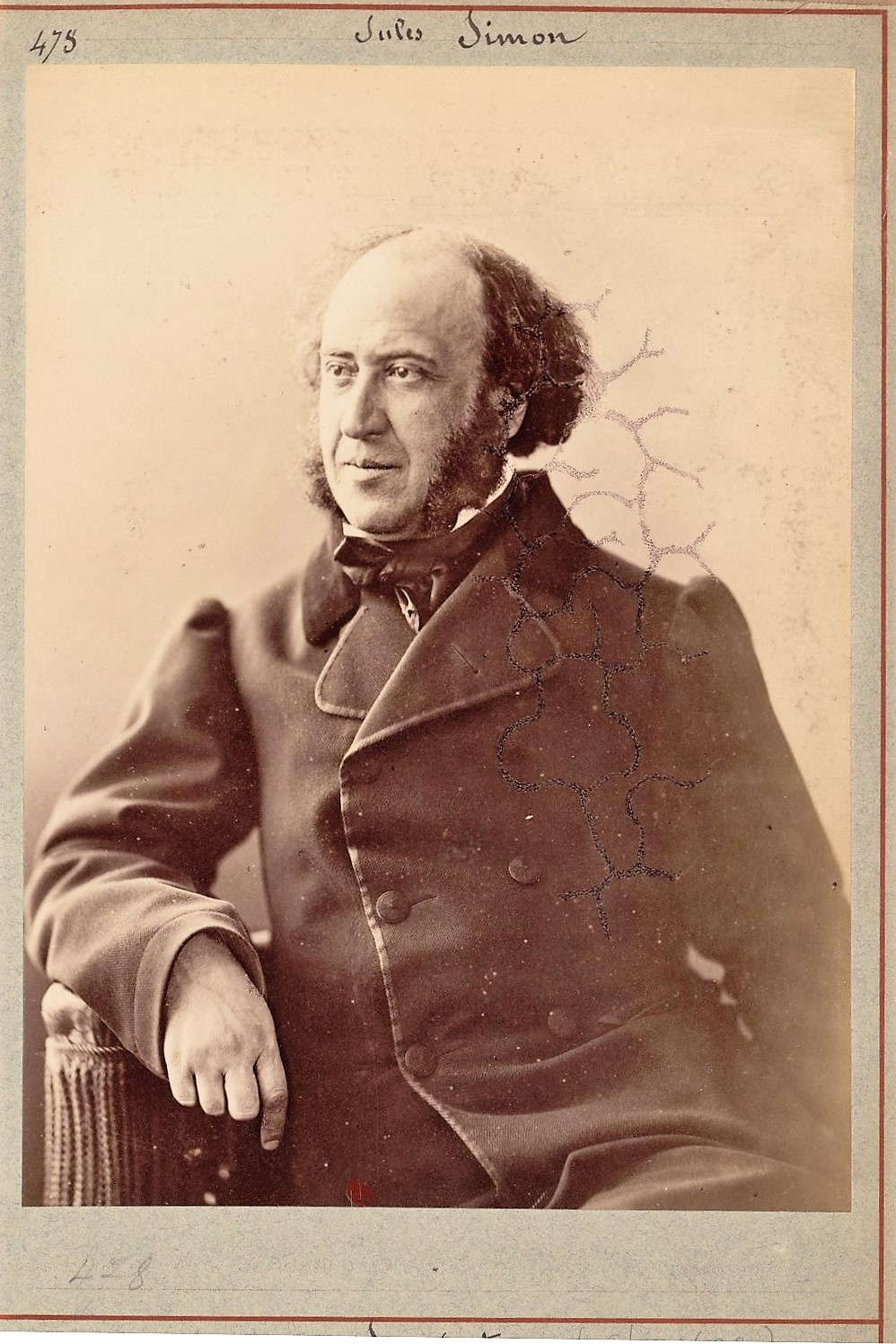
Jules Simon - Atelier Nadar